# パラマタ
パラマタ（Parramatta、[ˌpærəˈmætə]）は、オーストラリア、シドニー西部郊外（25km）にある都市である。ポート・ジャクソン湾に注ぐパラマタ河岸に多くの行政・商業施設がある。

## 歴史

### アボリジニ文化
川や森によって肥沃な土地が形成されていた後にパラマタと呼ばれる土地には、アボリジニの一部族であるダルグ人が長きにわたって生活していた。彼らは自分たちの住む土地を、「水源」を意味するバラマダ (Baramada) もしくは「ウナギ (eels)が生息する土地」を意味するバラマタ (Burramatta) という名で呼んでいた。これが後の「パラマタ」の名称のもととなる。パラマタはポート・ジャクソン湾の海水とパラマタ川の淡水の合流地点となる汽水域であり、今日に至るまでウナギを初めとして多くの魚介類が獲れる。特にウナギはパラマタの名産品となっており、街のラグビーリーグクラブであるパラマタ・イールズのシンボルにも採用されている。

### ヨーロッパ人入植

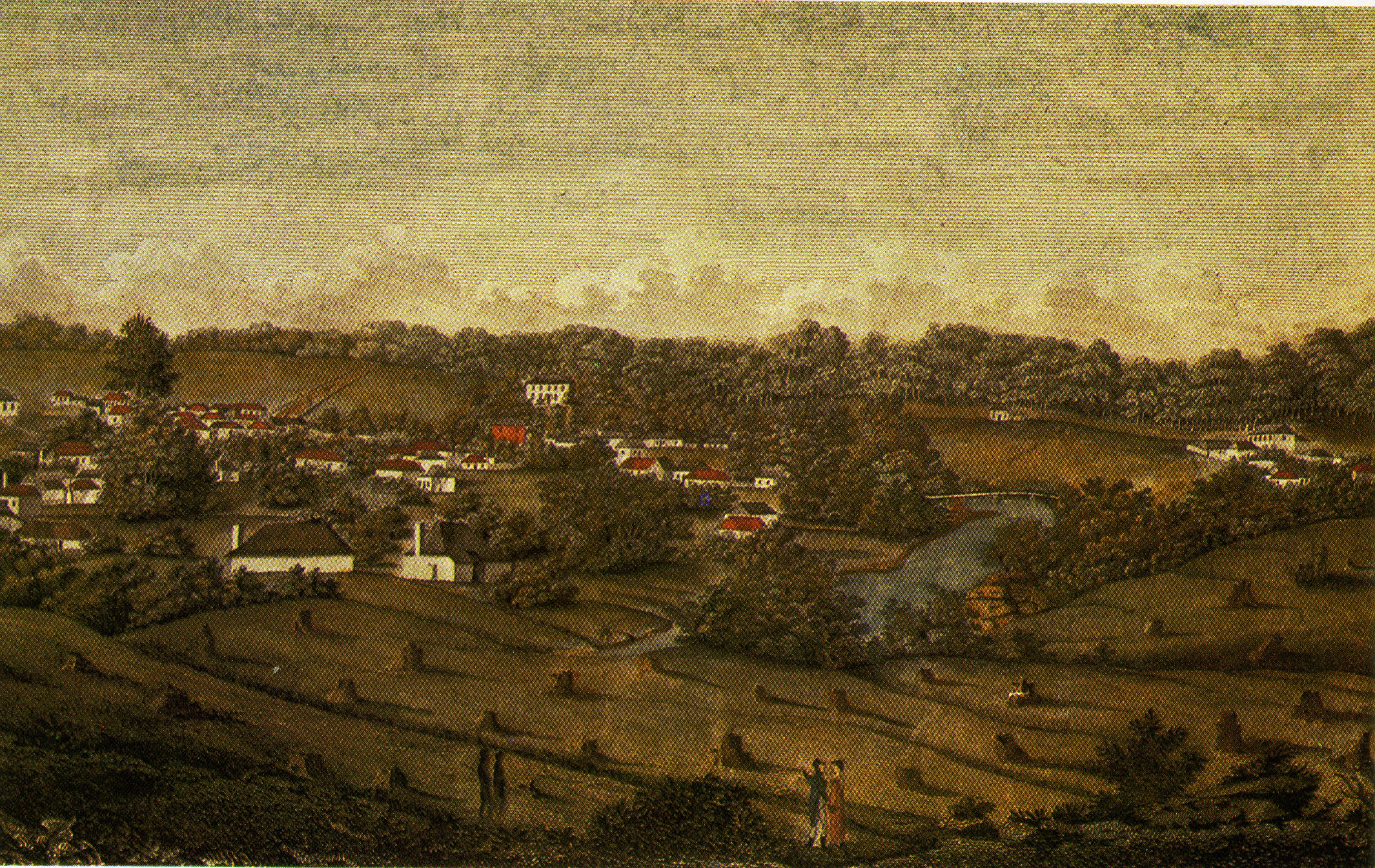
1812年のパラマタの様子

1788年1月、イギリス人入植者の艦隊は、シドニー・コーブに到着し定住を開始したが、持ち込んだ食料はわずかであった。乗船していた受刑者1000人と兵士や士官が生き延びるためには直ちに農業生産を開始しなければならなかった。しかし、シドニー・コーブは土地が痩せており、農業には適していないことが明らかとなった。総督のアーサー・フィリップはより広大で肥沃な土地を求めてポート・ジャクソン湾内の幾つかの土地を調査した。湾の最奥部は淡水が流れる川となっており航行可能な地点の中では最も内陸にあり、川の河口は農地に適した平地となっていた。
1788年11月2日の日曜日に、フィリップ総督は測量を行なっていた彼の艦隊から離れてボートで川を遡上し、川が蛇行している地点に防衛拠点となりえる丘 (現在のパラマタ公園)を見つけた。その場所をクレセント (Crescent)と名付け、総督の官邸用地に指定した。
街造りが始まると、フィリップ総督は町を"ローズヒル"と命名した(現在でもパラマタ郊外の地名に使用されている)。1791年にフィリップ総督は、土着のアボリジニの人々が使用していた地名に近い「パラマタ」へと改名した。
1789年、フィリップ総督は食糧危機の対策としてジェームズ・ルースと言う名の受刑者に農場を与えるという異例の措置をとった。ルースは農場を経営し、穀物作りを行ったオーストラリアで最初の人物となった。この農場はエクスペリメント・ファームと呼ばれ、農家が現存している。1790年代には、後にオーストラリアの羊毛産業の先駆者となったジョン・マッカーサーと妻のエリザベスがパラマタで農場経営を始めた。このエリザベス・ファームの農家も現存する。
フィリップ総督はクレセントの丘に小さな家を建てた。1799年にハンター 総督がより大きな建物へと建て替え、さらにマッコーリー総督によって増築された。1820年代の短い期間ブリスベン総督の宿舎となった他は1850年代まで静養先として用いられており、現代までその面影を残している。「パラマッタの旧総督官邸」は現在パラマタ公園内にあり歴史的な建造物に指定されており、オーストラリアで最も古い公共建築物となっている。
1803年に、パラマタでイングランド出身のジョセフ・サミュエルという犯罪者による不思議な出来事があった。サミュエルは殺人罪により有罪判決を受け、絞首刑が言い渡されていたが、絞首刑用のロープはほどけてしまった。二度目の絞首刑執行の際にも結び縄は首から抜け落ち、ほどけてしまった。フィリップ総督はサミュエルを呼び出し、彼に起こった不思議な出来事について尋ねた。

### 文化財

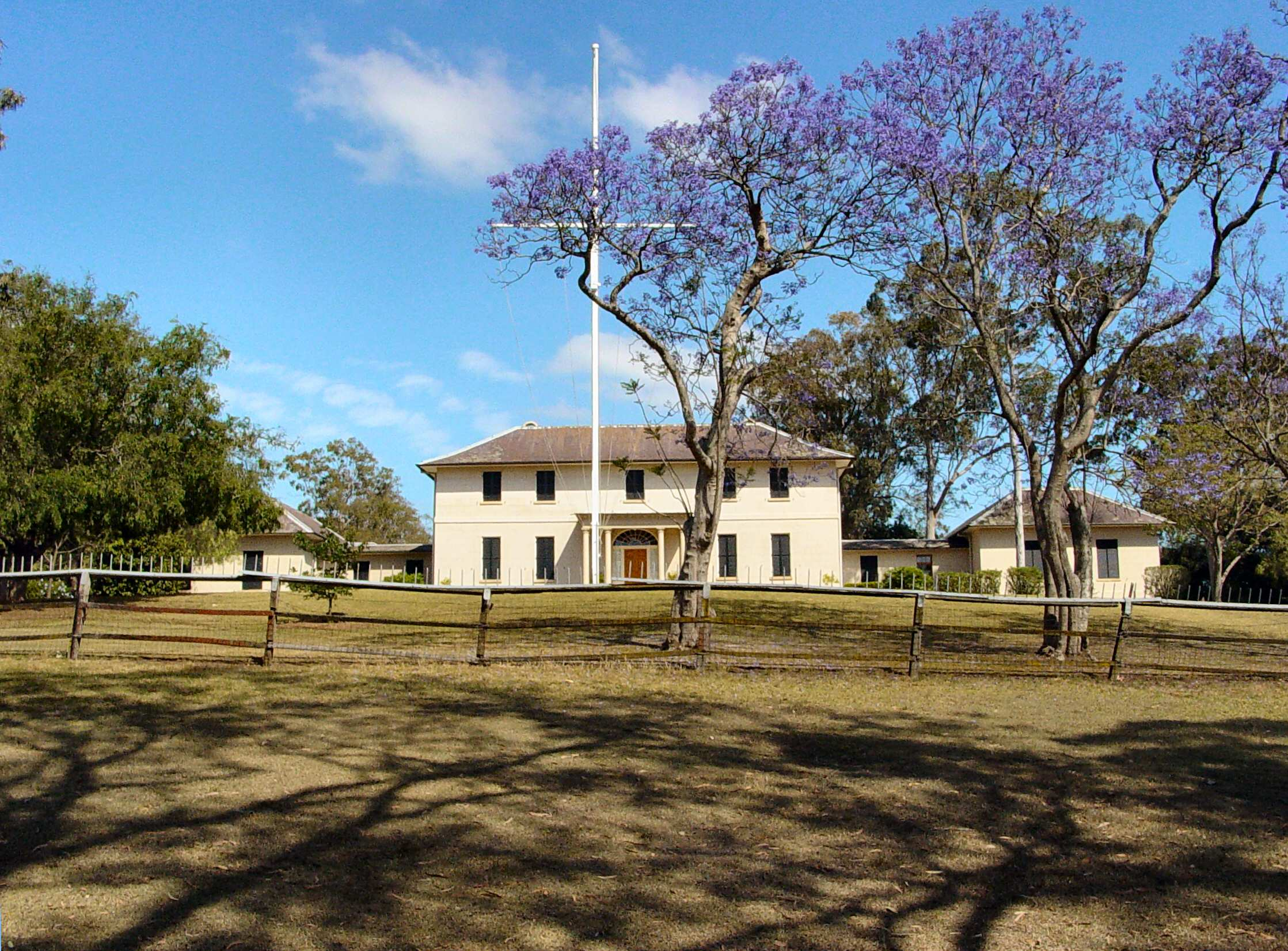
旧総督官邸

パラマタにはオーストラリアの国家遺産に指定されている建築物が多数存在する。エリザベス・ファーム・ハウス, エクスペリメント・ファーム・コテージ、ランサー・バラックス、パラマタ・タウンホール、チャーチ・ストリートにある旧郵便局、百周年記念時計、レノックス橋、聖ヨハネ大聖堂, 聖ヨハネ墓地、聖パトリック大聖堂、エリザベス・ストリートにある教区立学校、アーサー・フィリップ・ハイスクール、マーズデン・ストリートにあるブリスリントン、ハッサール・ストリートにあるハンブルドン・コテージ、旧キングス・スクール・グループ、北パラマタにあるローマ・カトリック教会墓地、パラマタ精神医学センター (カンバーランド病院)、パラマタ公園のパラマッタの旧総督官邸、オールセインツ・チャーチ・グループである。
パラマタ刑務所はオーストラリアで最も古い刑務所である。パラマタ刑務所は1842年1月2日に正式に運用が開始され、1910年まで運用されていた。この旧刑務所は1918年から1922年の間および1997年から1998年の短い期間において閉鎖されている。オコンネル・ストリートにあるこの旧刑務所は現在ではパラマタ更生施設として知られており、短期間の勾留施設として機能している。この刑務所はネディ・スミスを含む数々の悪名高き囚人たちを収容してきた。
パラマタのウールパック・ホテルは1796年に開業したオーストラリア最古のパブがあると主張している。

## 商業地区

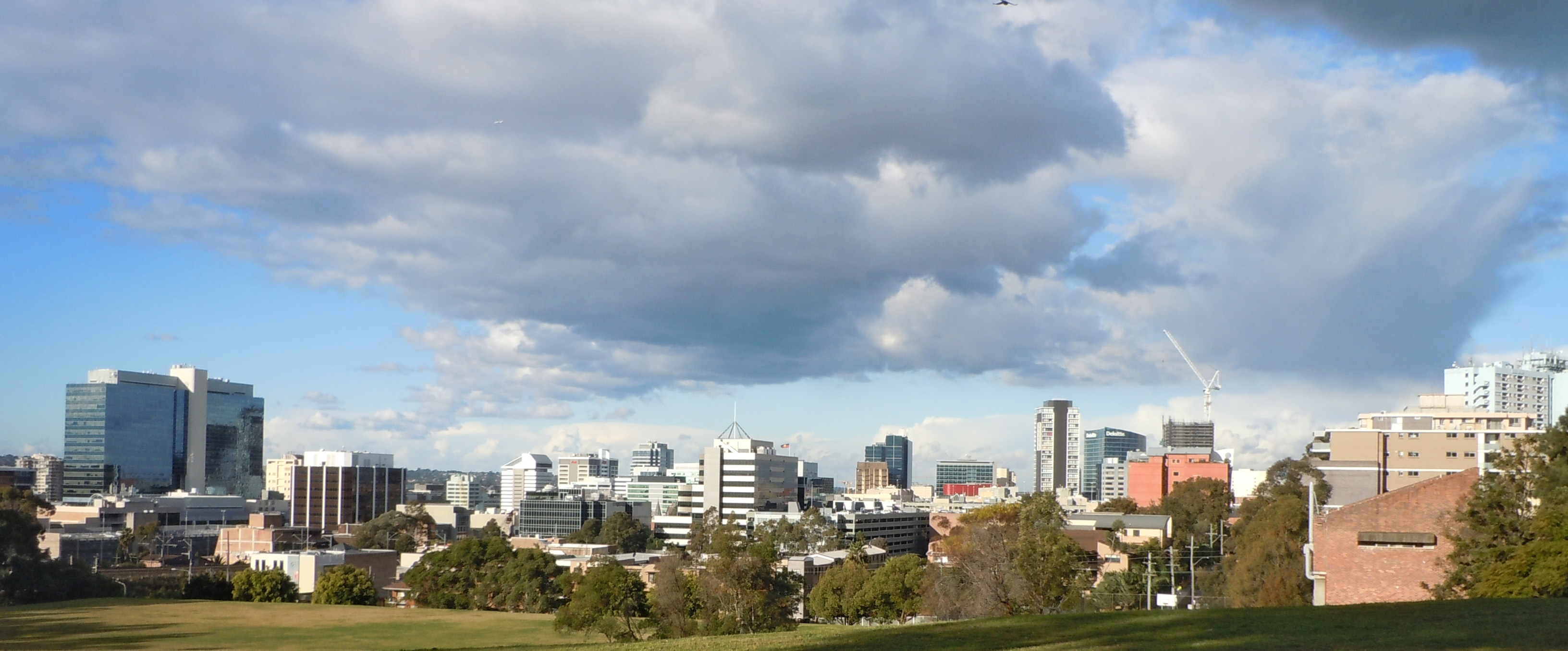
パラマタの風景

パラマタはビジネス、商業の中心地であり、「シドニー第二のビジネス街」と呼ばれることがある。パラマタには高密度の商業施設、住宅施設が数多く建設されており、ウェストフィールド・グループが経営するウェストフィールド・パラマタというオーストラリア全土で4番目に大きいショッピングモールがある。チャーチ・ストリートには多くの商業施設やレストランがあり、チャーチ・ストリートの北の終点であるレノックス橋付近には、多様な料理を提供する二つ星レストラン「アル・フレスコ (al fresco)」がある。南の終点には多くの中国料理店が立ち並び、ウェストフィールドを抜けると、自動車ディーラーによる販売店舗が立ち並ぶことから名付けられた「オートアリー (Auto Alley)」と呼ばれる通りへと続いている。オートアリーには道の両側に自動車販売店が立ち並び、M4モーターウェイまで続いている。

### 市政府センター

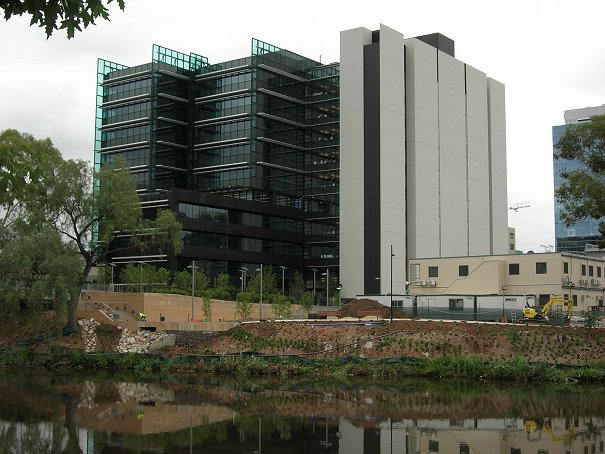
パラマタ裁判管区

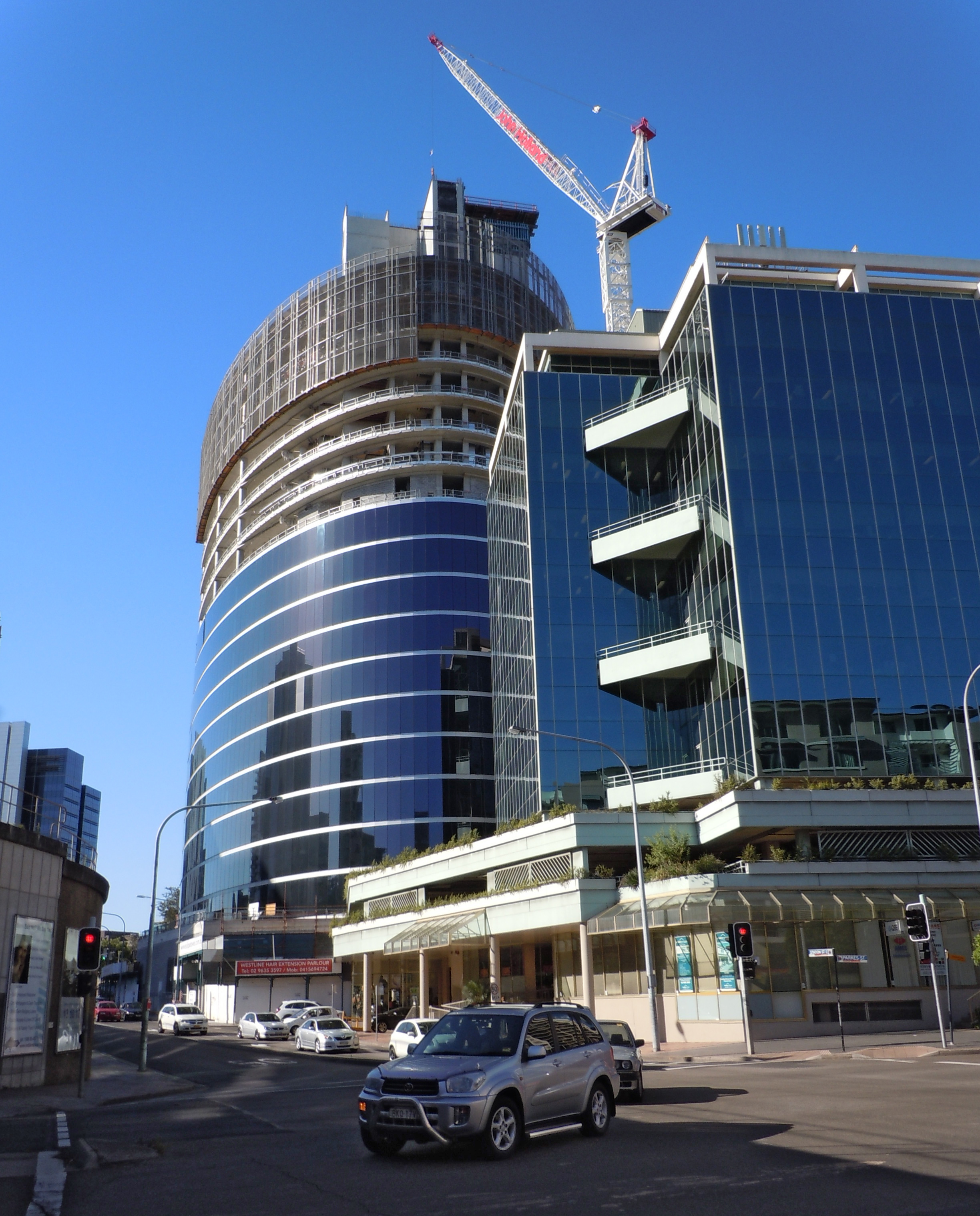
2012年1月に完成したイクリプス・タワー。全高89mのオフィスタワーで、パラマタで一番高い建築物である。

2000年より、パラマタはニューサウスウェールズ州警察や水道局事業を展開するシドニー・ウォーターのシドニー中心業務地区からの移転等シドニー市政府センターの整備事業を進めている。同時に、ウェストフィールドのある商業地区の拡大に伴い多くの高層建築物がパラマタ駅付近に建設されている。
パラマタ中心業務地区の西側はパラマタ裁判管区として知られており、ニューサウスウェールズ司法庁の本部が設置されている。他にもニューサウスウェールズ州の家庭裁判所とシドニー西部予審法廷、ニューサウスウェールズ州の法律相談所、保護観察所 (前は保護委員会の建物として使用されていた)、ニューサウスウェールズ州の出生・死亡・結婚届管理所、家庭裁判所の建物から分離して建設された検察庁がある。マーズデン・ストリートの側にはパラマタ裁判所とニューサウスウェールズ州の薬物法廷がある。
ガーフィールド・バーウィック連邦裁判所 (判事ガーフィールド・バーウィックに因んで名付けられた)が連邦下級裁判所や家庭裁判所の役割を果たしている。

### パラマタ・スクウェア

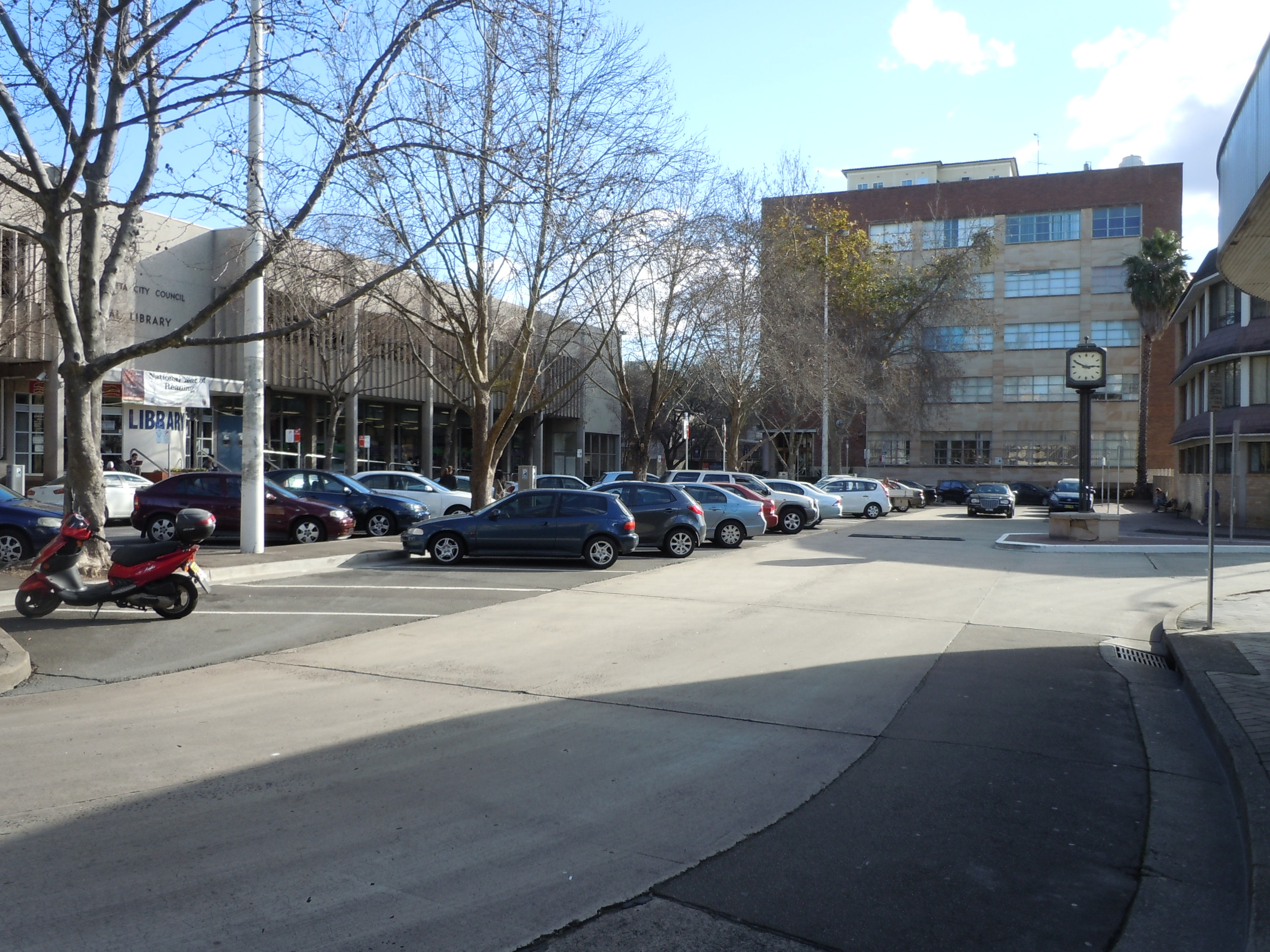
旧市民広場

パラマタ・スクウェア (以前は市民広場 (Civic Place) という名前だった) はパラマタの中心部にあり、パラマタ・タウンホールに隣接している。市民広場跡地にはパラマタ市民センターの建設、及び65階建ての住宅高層ビルやオフィスビルなどの建設が2012年7月20日に発表された

## 病院
1818年にコロニアル・ホスピタルと言う名称で知られる病院がパラマタに建設された。この病院は現在パラマタ地方病院 (Paramatta Distinct Hospital)となっている。公共の総合病院であるジェフェリー・ハウス (Jeffery House)は1940年代に建設された。近くにウェストミード病院が建設されたことでジェフェリー・ハウスは規模縮小を余儀なくされたものの、改修工事を行い現在も診療事業を行なっている。
付近にあるブリスリントン・ハウスは1821年に最古の入植者施設として建設された診療施設で、1949年にパラマタ病院の傘下に入る前に医師の住宅施設となった。
パラマタ北部にはカンバーランド病院があり、精神科に関する診察を受けることができる。

## 交通
パラマタは西シドニーの交通の要所であり、鉄道、バス、フェリーなどの公共交通機関が運行している。

### 鉄道

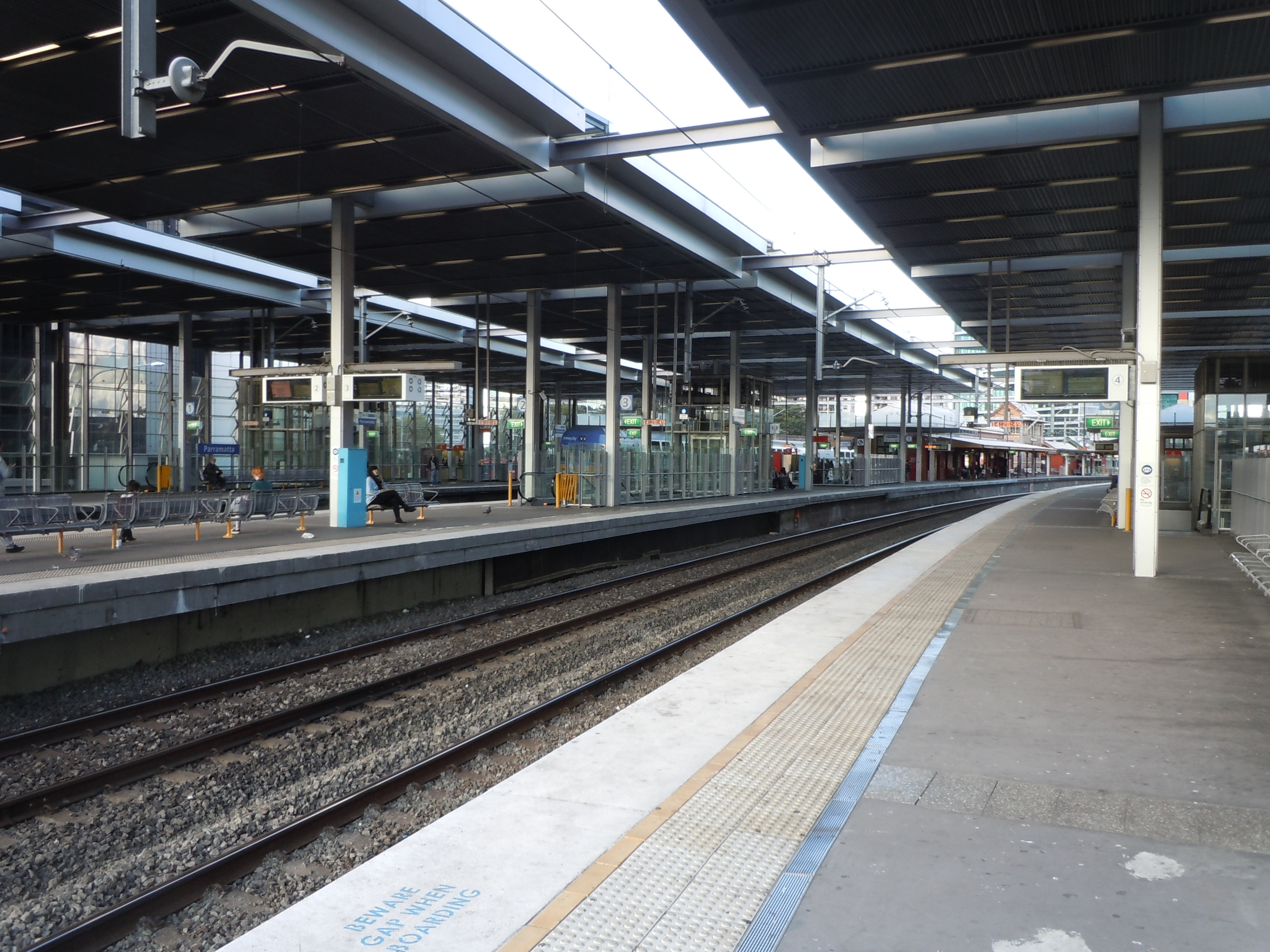
パラマタ駅

パラマタ駅はシティレールの主要駅であり、ブルーマウンテンズ・ライン、カンバーランド・ライン、ウェスタン・ラインの停車駅となっている。駅は1855年にシドニーとパラマタを結ぶ鉄道のターミナル駅として開業し、5年後の1860年7月4日に現在地に移転した。2003年に駅が増築され、2006年2月19日には新しい鉄道路線が乗り入れることになった。最初に建設された駅舎は現在も使用されている。

### フェリー

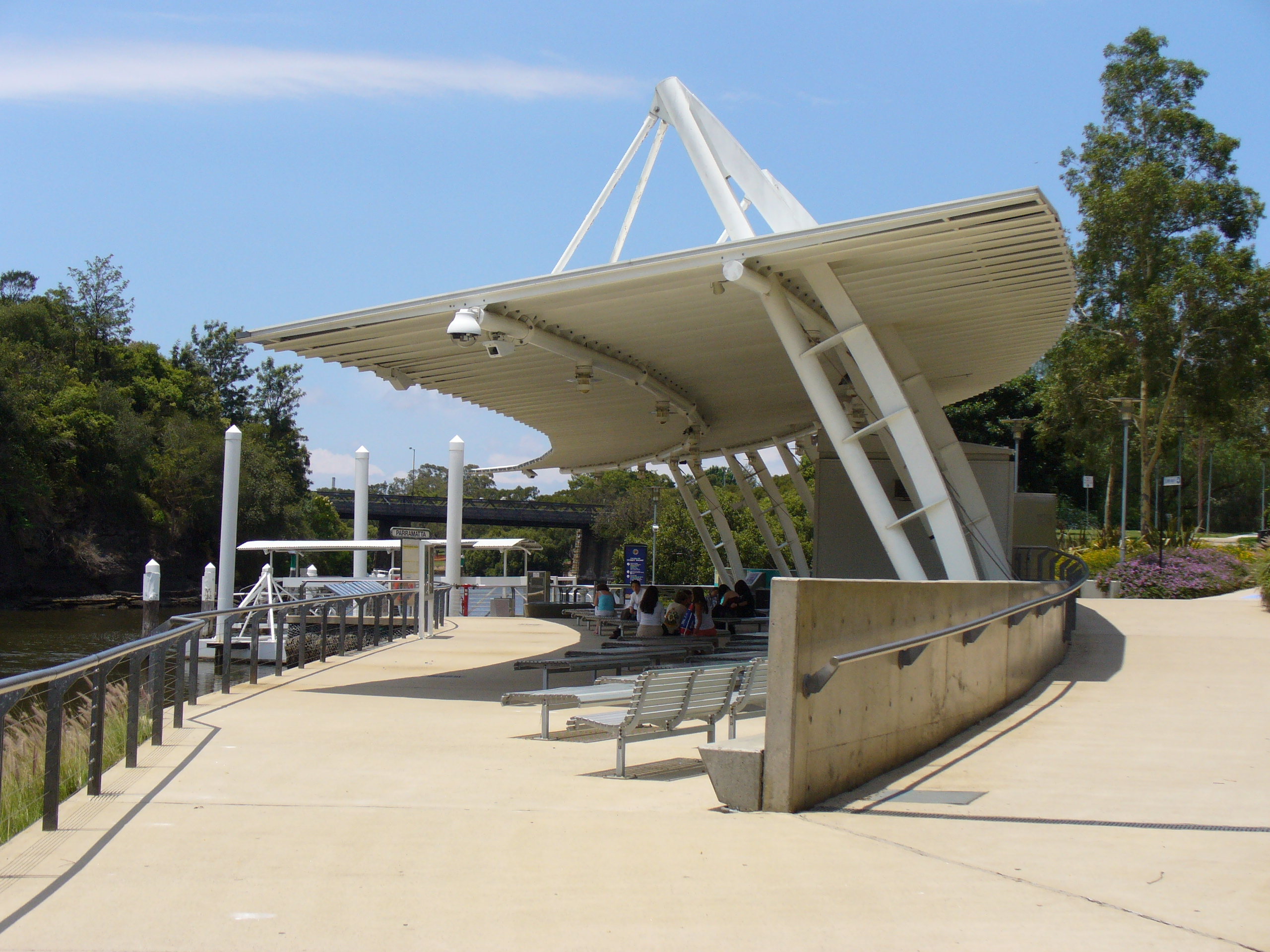
聖チャールズフェリー埠頭

パラマタフェリー埠頭は中心業務地区の東側の境界となるチャールズ堤防の側にある。パラマタフェリー埠頭はシドニーフェリーと、パラマタ川を運行するリバーキャット・フェリーサービスの停泊所となっている。

### 道路
パラマタ・ロードは古くはシドニーへ向かう幹線道路として機能していた。パラマタからニューサウスウェールズ州の西部へ向かう幹線道路がグレート・ウェスタン・モーターウェイである。
グレート・ウェスタン・モーターウェイと並行して走るM4ウェスタン・モーターウェイはパラマタ付近で最大の交通量を誇り、パラマタの玄関口となっている。
ジェームズ・ルース・ドライブはパラマタ東部を一部循環する環状道路となっており、カンバーランド・ハイウェイへ接続しパラマタ北西部へと抜けることができるようになっている。
パラマタ市内を南北に走るメインストリートがチャーチ・ストリートである。北側はウィンザーロードに接続し、南側はウッドヴィル・ロードに接続する。

### バス
パラマタでは市バスが運行されている。また、ローズヒルへ向かうノースウェストTウェイやリバプールへ向かうリバプール・パラマタTウェイも運行している。さらに、以下の様なより高速のBRT、メトロバスも運行している。
- M52 - パラマタ、市中心部経由ヴィクトリア・ロード行
- M54 - パラマタ、マッコーリー・パーク経由カーリングフォード、エッピング行
- M60 - パラマタ、ホーンズビー経由キャッスルヒル行
- M91 - パラマタ 、ハーストヴィル経由グランヴィル、バンクストーン、ピークハースト行
- M92 - パラマタ、サザーランド経由リッドコム、バンクストーン、パドストー行

パラマタではウェストバスの一部としてヒルズバスも運行しており、シドニーバスやヴェオリアも運行している。
無料バスのルート900がパラマタ市政府と州政府によって共同運営されている。ルート900はパラマタ中心街の循環路線である。このバスはパラマタ・イールズのホームゲームの際にはパラマタ・スタジアムからパラマタ駅まで無料運行する。

## 礼拝堂

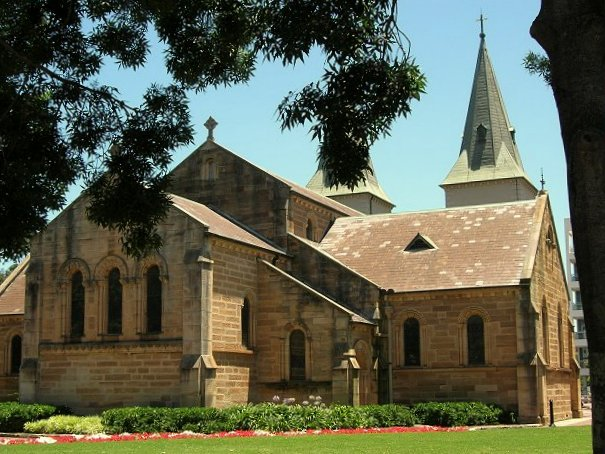
聖ヨハネ大聖堂

チャーチ・ストリートは1803年に建設された、パラマタ最古のオーストラリア聖公会の教会である聖ヨハネ大聖堂より名付けられている。しかし、現在の建物はマッコーリー植民地総督時代、彼の妻であったエリザベスの勧めにより、イングランドのリカルヴァーにあった教会をモデルとして建設された当初の大聖堂の位置にはない。聖ヨハネ墓地はオコンネル・ストリート付近にある。
聖パトリック大聖堂 (カトリック教会) はオーストラリアで最も古いカトリック教会の一つである。1836年に建設が開始され、1837年に完成した。1854年から改修工事が行われ、1880年にほぼ完成、1883年に尖塔の建築が完了した。この大聖堂は増加する入植者の要望に応える形で建設された。しかし1996年に火事により石壁部分を残してすべて焼失したため、2003年11月29日に新しい大聖堂が建設された。以前の聖パトリック大聖堂は北パラマタに位置していた。
オーストラリア連合教会の教会としては、リー記念教会 (Leigh Memorial Church) がある。
パラマタ救世軍は、オーストラリアにおける最古の救世軍である。 
パラマタにはユダヤ教の会堂であるシナゴーグもあり、西シドニーにおけるユダヤ人コミュニティを形成している。
カウパー・ストリートには仏教寺院がある。
パラマタ市内のモスクはマーズデン・ストリートにある。
ヒンドゥー教の寺院はローズヒルのエレナー・ストリートにあり、ムルガンを祀る寺院がグレート・ウェスタン・ハイウェイを降りたメイズ・ヒルにある。

## 教育機関

### 公立学校 (Public School)

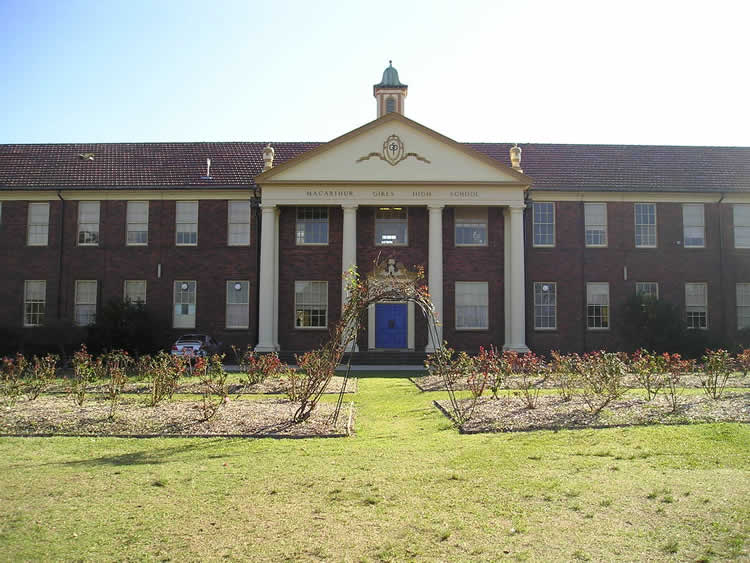
マッカーサー・ガールズ・ハイスクール

アーサー・フィリップ・ハイスクール - 地域最古のパブリックスクール (1875年より開校、1960年に独立した建築物にて教育が行われている)
パラマタ・ハイスクール - シドニー都市圏初の共学校
マッカーサー・ガールズ・ハイスクール - 「パラマタ・コマーシャル・アンド・ハウスホールド・アーツ・スクール (Parramatta Commercial and Household Arts School, 家政婦養成学校)」が組織改編されて設立された。
マッコーリー・ボーイズ・テクノロジー・ハイスクール
セント・オリヴァーズ・スクール
パラマタ・パブリックスクール
パラマタ・イーストパブリックスクール
パラマタ・ノースパブリックスクール
パラマタ・イーストパブリックスクール

### 私立学校 (Private School)
聖パトリック・パラマタ・プライマリースクール
アワー・レディ・オブ・マーシー・カレッジ (OLMC); オーストラリアにおいて最も古いカトリックスクールの一つ。
パラマタ・マリスト・ハイスクール - ウェストミードに移転する以前の聖パトリック大聖堂において開設されたオーストラリア最古のカトリックスクール。
アワー・レディ・オブ・レバノン - マロン派の学校
キングス・スクール
レディーマー・バプテスト・スクール – 遺産登録地区にある。旧バーンサイド孤児院跡地に建設されている。
タラ・聖公会女子学校 - シスター養成学校

### 高等教育機関
ウェスタンシドニー大学 パラマタ・キャンパスは女子孤児院の跡地に建設されている。
アルファクルーシスは国立の植物学に関する高等教育機関、パラマタのカウパー通り30番地にある。
ホープ・インスティテュート・フォー・ファーザー・エデュケーション - 聖パラマタ教会が運営する教育機関

## 公園

### パラマタ公園

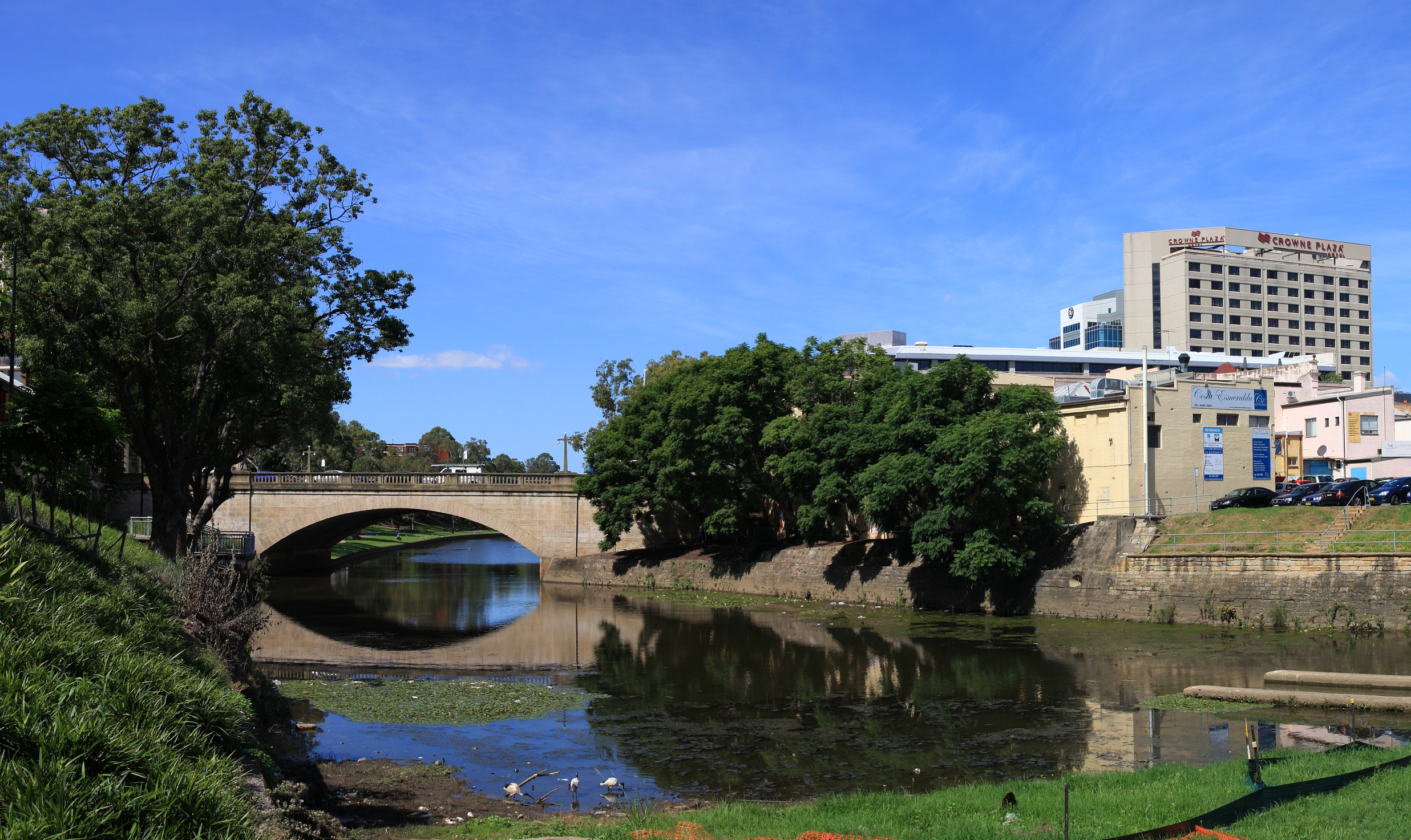
レノックス橋

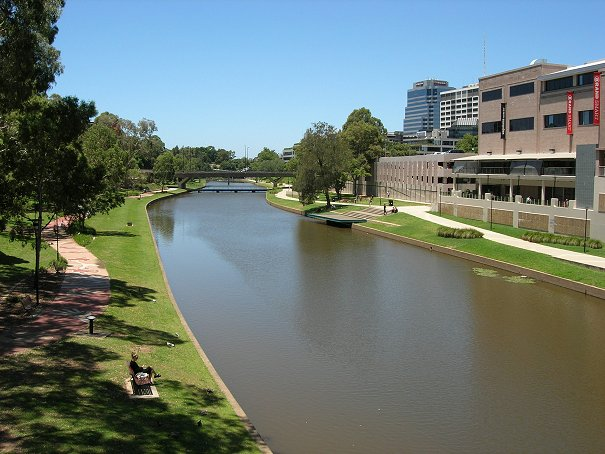
パラマタ川

パラマタ公園はパラマタ・スタジアムに隣接する公園である。以前はパラマタ市長が所有しており、市長の菜園として建設された。建設当時の規模は現在の公園よりも大きく、現在のパラマタ・ロードを超えて、パラマタ・ハイスクールに隣接していた。パラマタ・ハイスクールやゴルフコース、鉄道のウェスタン・ライン、パラマタ RSL、ボウリング場、パラマタ・スイミングセンター、パラマタ・スタジアムなどを建設する過程で縮小してきた。
パラマタ公園は旧総督官邸を含んでおり、それ故にパラマタは1846年にシドニーに州政府の拠点が移転するまでニューサウスウェールズ州入植地の州都だった。(シドニーもまた州政府官舎に隣接する州政府直轄領を持っていた)。フィリップ総督により「クレセント」と名付けられたパラマタ川の蛇行部分にある丘は自然の観覧劇場となっており、現在でもコンサートなどが行われている。また、120種を超える鳥類が発見、記録されている。この場所には1798年から1805年の間に酪農場が建設されており、オーストラリアにおける初期の酪農場の一つとなっている。この建物は前科者であるジョージ・ソルター (George Salter)のための住居として建設されたもので、1814年から1816年にかけて酪農場に建て替えられた。オコンネル・ストリートにあるチューダー様式の門番小屋は1885年にパラマタ・パーク保全協会によって建設され、ゴードン・マキノンによって設計された。この建物は1980年に再建された。1822年に建設されたブリスベーン総督私用の天文台跡では、ジェームズ・ダンロップやカール・リュンケルを含む多くの天文学者によって数多くの新星や深天の天体が発見されてきており、現在も観覧可能である。1822年に、建築者のS. L. ハリスはブリスベン政府の浴場を設計し1823年に建設した。水は川からパイプを使って取り込むようになっていた。1886年、浴場は公共の展示物として公開された。

### パラマタ湖
パラマタ湖は10haの湖であり、以前は貯水池として機能していたものが基礎になって出来ている。湖の周辺区域はノースロックス・ロード、ペナントヒルズ・ロード、ハンツ・クリークとなっている。北パラマタのラッキーストリート (Lackey Street)から入ることができ、湖の東岸部にはパラマタ川が流入している。

## 文化
- リバービーツ (Riverbeats) はパラマタ川を舞台とする祭りである。タイのローイクラトンと似ており、音楽演奏会など様々な催しが行われる[47]。
- リバーサイドシアター・パラマタはパラマタ川の北岸にある映画館である。
- パラマタ・アドバタイザーとパラマタ・サンという地方新聞がパラマタとその周辺地域において発行されている。

## スポーツ

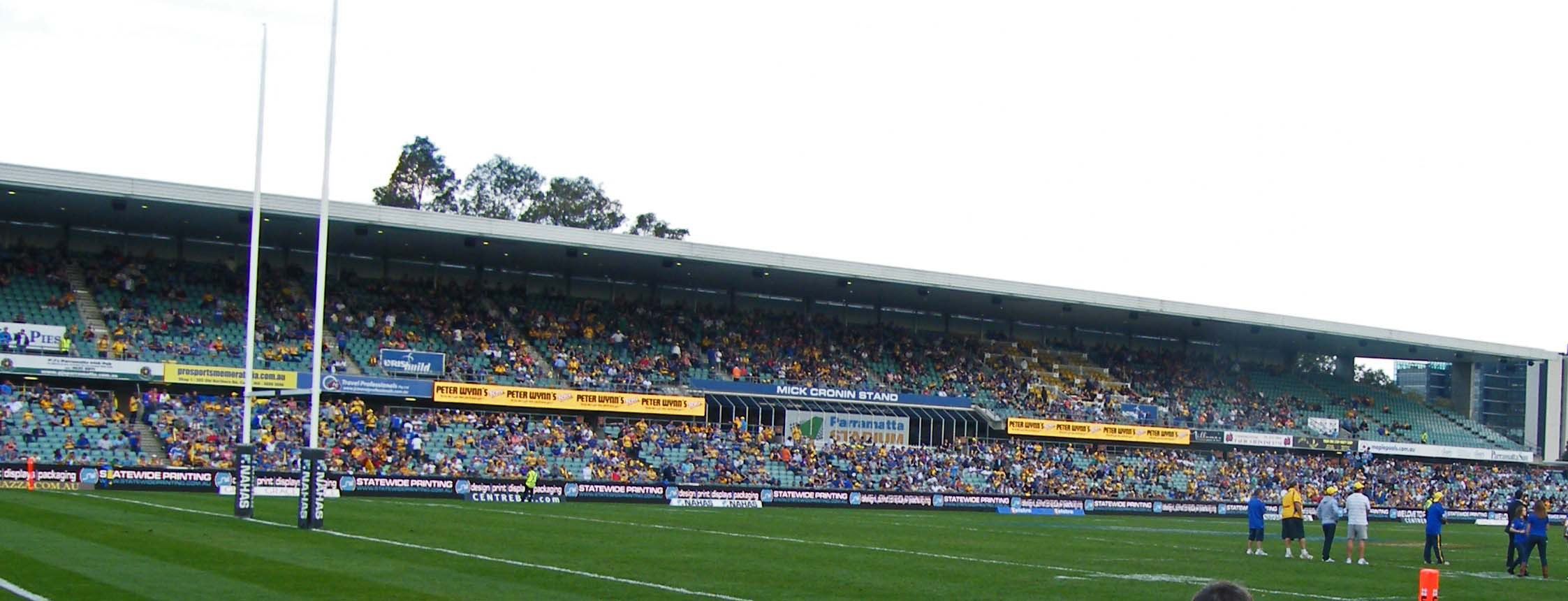
パラマタ・スタジアム

- パラマタ・パークは散歩、ジョギング、サイクリングなどを行う場所として人気がある。
- パラマタ・スイミングセンターは夏季に非常に混雑する。現在、700万ドルをかけて改修工事中である。[48]
- ローズヒル・ガーデンズ・レースコースではオーストラリアの競馬におけるスプリント路線の最強馬決定戦、ゴールデンスリッパーステークスが行われる。
- パラマタ・レースウェイは国際スプリントカー（英語版）選手権を主催している[49]。
- パラマタ・スタジアムはラグビーリーグのNRLに所属するパラマタ・イールズと、サッカーのAリーグに所属するウェスタン・シドニー・ワンダラーズFCの本拠地である。
- ブロック・クライミングセンターはシドニー唯一の室内ロッククライミングジムである[50]。

## 人口統計
オーストラリア人口統計局によると、2011年のパラマタの人口は166,858人である。平均年齢は30歳で、オーストラリア全体の平均年齢37歳よりも7歳若い。全人口の57.6％が海外からの移住者で、そのうち14.1％がインド、12.8％が中国からの移住者である。住民の多くが英語を第一言語としているが、前述の通り移住者が多いためそうでない住民も多い。英語以外では、北京官話 (11%)、広東語 (6.5%)、アラビア語 (5.5%)、ヒンディー語 (5.1%)、グジャラート語 (3.2%)などが多く話されている。信仰宗教別の人口比率は、カトリック (21.3%)、無神論 (18.3%)、ヒンドゥー教 (13.3%)、聖公会 (7.4%)、イスラム教 (6.8%)の順であった。
パラマタの住宅事情としてはアパートに住む者の割合が72%と最も多く、オーストラリア全体の割合である14％よりも多い。また、賃貸物件に住んでいる者も58％と、国の平均27％よりも多い。賃貸物件に住んでいる者の平均賃貸料は1週間あたり230ドルであり、国内平均の190ドルよりも高い。平均賃金は週給482ドルと国内平均の466ドルよりも高い。

## 著名人物
- リッチー・ベノード (1930 - ) クリケット選手、コメンテーター
- アラン・カニンガム (1791 – 1839) 探検家、植物学者
- ハリー・ホップマン (1906 – 1985) テニス選手
- デヴィッド・レノックス (1788 – 1873) コロニアル・ブリッジ (レノックス橋) 建築者
- ジョン・レウィン (1770 – 1819) ニューサウスウェールズ州初のプロの芸術家
- サミュエル・マーズデン (1765 – 1838) 牧師、「ムチ打ち牧師」として有名
- メアリー・カヴァー・ハッサール (1799 – 1825) トンガへ布教を行ったメソジスト
- ドウェル・フィリップ・オーレリー (1865 – 1923) 詩人、政治家

## 気候
ケッペンの気候区分では温暖湿潤気候(Cfa)に属し、年間平均気温は17.8℃、降雨は夏季と冬季、特に1月から3月にかけて多く、2月が一番降水量が多い。シドニーの都市部よりは若干平均気温が高く、最高で5度から10度前後シドニーよりも高くなることがある。
| パラマタの気候         | パラマタの気候 | パラマタの気候 | パラマタの気候 | パラマタの気候 | パラマタの気候 | パラマタの気候 | パラマタの気候 | パラマタの気候 | パラマタの気候 | パラマタの気候 | パラマタの気候 | パラマタの気候 | パラマタの気候 |
| 月                     | 1月            | 2月            | 3月            | 4月            | 5月            | 6月            | 7月            | 8月            | 9月            | 10月           | 11月           | 12月           | 年             |
| ---------------------- | -------------- | -------------- | -------------- | -------------- | -------------- | -------------- | -------------- | -------------- | -------------- | -------------- | -------------- | -------------- | -------------- |
| 最高気温記録 °C （°F） | 44.8 (112.6)   | 41.9 (107.4)   | 40.5 (104.9)   | 37.0 (98.6)    | 29.2 (84.6)    | 25.5 (77.9)    | 25.9 (78.6)    | 30.6 (87.1)    | 35.4 (95.7)    | 40.1 (104.2)   | 42.7 (108.9)   | 43.9 (111)     | 44.8 (112.6)   |
| 平均最高気温 °C （°F） | 28.3 (82.9)    | 27.8 (82)      | 26.2 (79.2)    | 23.8 (74.8)    | 20.5 (68.9)    | 17.8 (64)      | 17.3 (63.1)    | 19.0 (66.2)    | 21.6 (70.9)    | 23.9 (75)      | 25.3 (77.5)    | 27.5 (81.5)    | 23.2 (73.8)    |
| 平均最低気温 °C （°F） | 17.5 (63.5)    | 17.5 (63.5)    | 15.8 (60.4)    | 12.8 (55)      | 10.0 (50)      | 7.5 (45.5)     | 6.2 (43.2)     | 7.1 (44.8)     | 9.3 (48.7)     | 11.9 (53.4)    | 14.0 (57.2)    | 16.2 (61.2)    | 12.1 (53.8)    |
| 最低気温記録 °C （°F） | 10.1 (50.2)    | 9.2 (48.6)     | 6.8 (44.2)     | 4.0 (39.2)     | 1.4 (34.5)     | 0.8 (33.4)     | −1.0 (30.2)    | 0.7 (33.3)     | 1.4 (34.5)     | 3.6 (38.5)     | 4.0 (39.2)     | 7.7 (45.9)     | −1.0 (30.2)    |
| 降水量 mm （inch）     | 103.3 (4.067)  | 124.4 (4.898)  | 107.5 (4.232)  | 88.0 (3.465)   | 71.9 (2.831)   | 83.9 (3.303)   | 45.4 (1.787)   | 56.1 (2.209)   | 53.7 (2.114)   | 70.3 (2.768)   | 84.2 (3.315)   | 69.8 (2.748)   | 956.2 (37.646) |
| 平均降水日数           | 12.0           | 12.1           | 12.4           | 9.1            | 10.0           | 10.3           | 7.9            | 7.9            | 8.0            | 10.3           | 11.4           | 10.1           | 121.5          |
| 出典：                 |                |                |                |                |                |                |                |                |                |                |                |                |                |